# Anaktorion

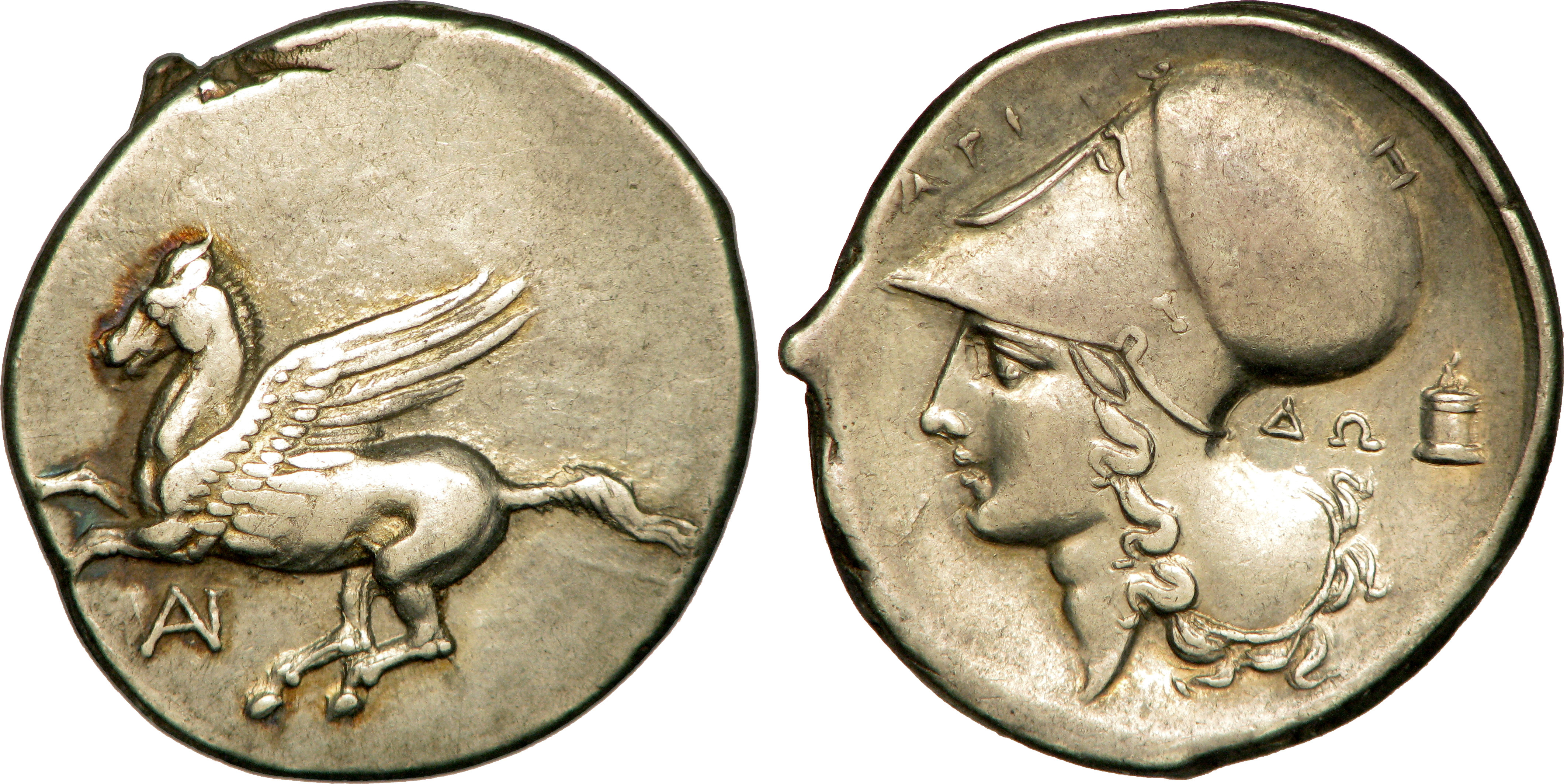
Antike Münze aus Anaktorion

Anaktorion (altgriechisch Ἀνακτόριον) war eine antike griechische Stadt an der Nordwestküste Akarnaniens an der Einfahrt in den Golf von Ambrakia. Es wurde als Kolonie von Einwohnern aus Korinth unter der Führung des Echiades, eines Sohns des Tyrannen Kypselos, um 630 v. Chr. gegründet. Sowohl im Ambrakischen Golf als auch im Ionischen Meer besaß es Häfen. Laut dem antiken Historiker Thukydides beteiligten sich auch Bewohner Korkyras an der Gründung dieser Stadt.
Während der Perserkriege war Anaktorion wie seine Nachbarkolonien auf der Seite der Griechen mit einem Kontingent an der Schlacht von Plataiai (479 v. Chr.) beteiligt. 433 v. Chr. wurden die Nachfahren der aus Korkyra stammenden Mitgründer Anaktorions von den Korinthern gewaltsam verdrängt. Im Verlauf des Peloponnesischen Kriegs wurden die Korinther ihrerseits 425 v. Chr. von den Akarnanen mit Hilfe Athens aus Anaktorion vertrieben, das nun eine akarnanische Bevölkerung erhielt. Seitdem gehörte die Stadt dauerhaft zu Akarnanien.  Trotzdem fand die Prägung korinthischer Statere bis um 350 v. Chr. statt. In seiner Blütezeit reichte das zur Stadt gehörige Gebiet im Westen bis zum Apollon-Tempel von Aktion (lateinisch Actium), dem Bundesheiligtum Akarnaniens.  Im  Dritten Heiligen Krieg (356–346 v. Chr.) hielt Anaktorion wie Alyzeia zu Theben. Es trat um 230 v. Chr. dem Akarnanischen Bund bei.
Nach dem Sieg des römischen Triumvirn Octavian über seinen Konkurrenten Marcus Antonius in der Schlacht von Actium (31 v. Chr.) musste ein Teil der Einwohner Anaktorions wie auch jene anderer akarnanischer Städte in das von Octavian neugegründete Nikopolis umziehen. Seitdem hatte es nur noch als Stapelplatz für Nikopolis einige Bedeutung. Die Stadtmauer und andere Überreste der antiken Polis finden sich beim heutigen Nea Kamarina 4 km westlich von Vonitsa.